# Savunezen

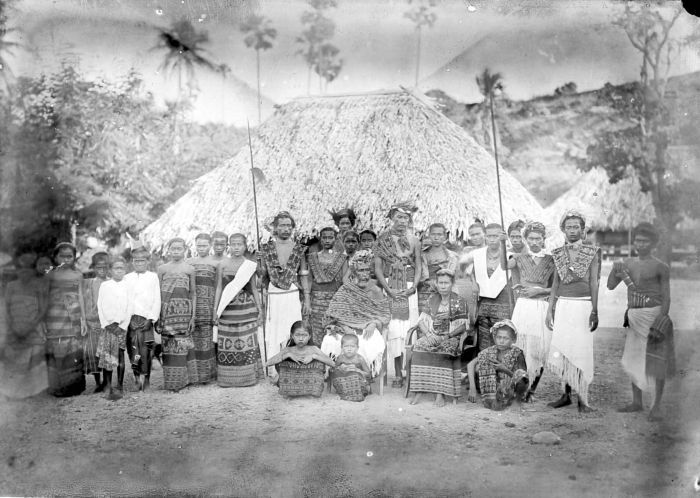
De Radja van Liae met gezin, op Savu.

De Savunezen (ook: Savoenezen) zijn een Indonesisch volk (110.000 personen) en komen oorspronkelijk van het eiland Savu. De Savunezen vestigden zich later onder andere in nederzettingen aan de kust van Oost-Sumba (tussen de 15.000 en 25.000 personen), waar zij zich onder meer bezighielden met strand- en zeeroverij.